# Сьвібна
Сьвібна (пол. Świbna, нім. Zwippendorf) — село в Польщі, у гміні Ясень Жарського повіту Любуського воєводства.
Населення — 149 осіб (2011).
У 1975-1998 роках село належало до Зеленогурського воєводства.

## Демографія
Демографічна структура станом на 31 березня 2011 року:
|          | Загалом | Допрацездатний вік | Працездатний вік | Постпрацездатний вік |
| -------- | ------- | ------------------ | ---------------- | -------------------- |
| Чоловіки | 76      | 17                 | 55               | 4                    |
| Жінки    | 73      | 13                 | 45               | 15                   |
| Разом    | 149     | 30                 | 100              | 19                   |